# Leucania vana
Leucania vana là một loài bướm đêm trong họ Noctuidae.